# چین‌خورده‌دندانان
چین‌خورده‌دندانان (نام علمی: Ptyctodontida) نام یک راسته از رده پلمه‌پوستان است.